# Groß-Breitenbach
Groß-Breitenbach ist eine Ansiedlung in der Gemarkung Mörlenbach der Gemeinde Mörlenbach im südhessischen Landkreis Bergstraße.

## Geographie

### Geographische Lage

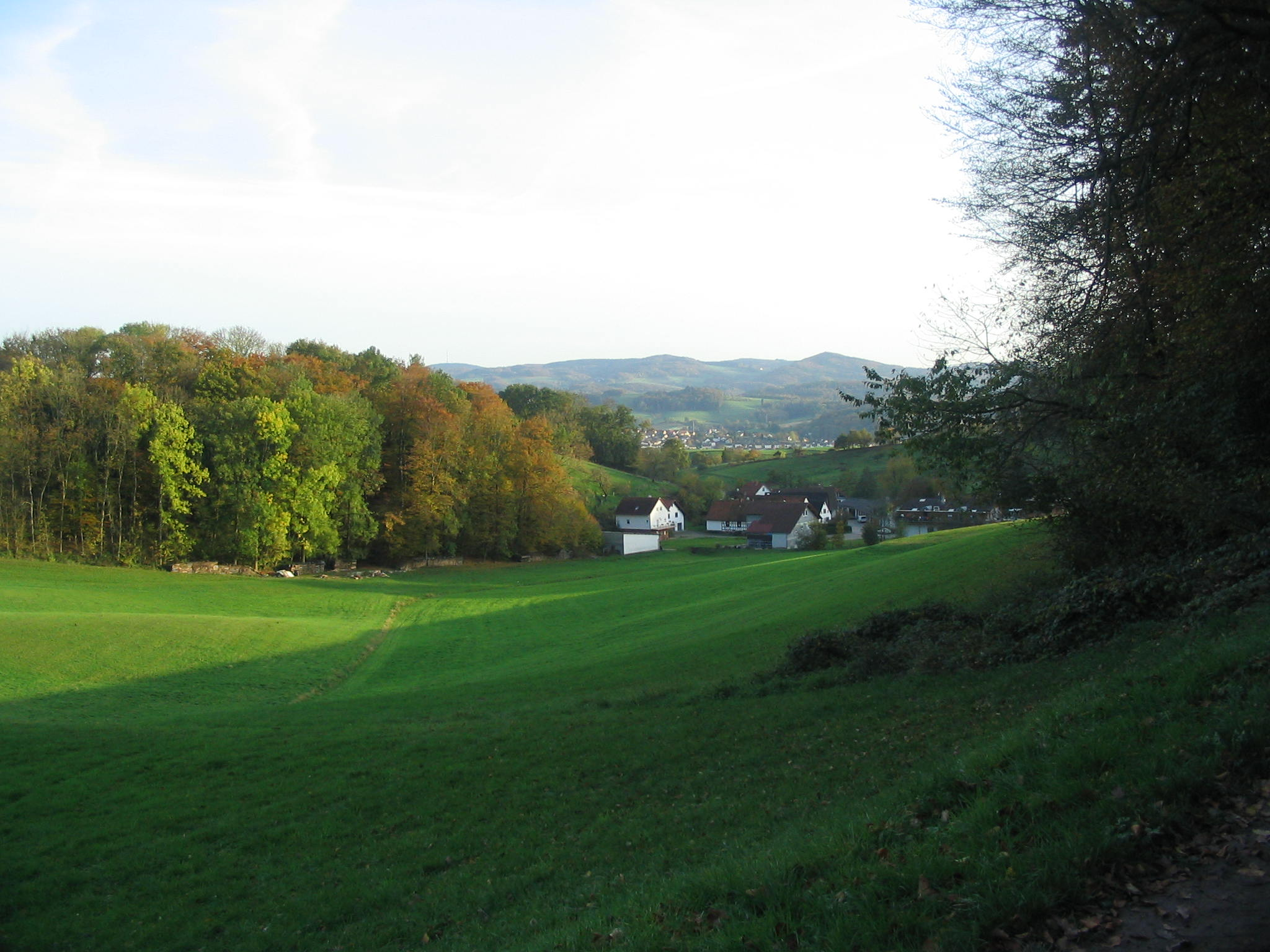
Quellgebiet des Groß-Breitenbacher Tals mit Blick zum Götzenstein und Kisselbusch

Groß-Breitenbach liegt im Norden der Gemarkung Mörlenbach im westlichen Odenwald in der Nähe der Bergstraße. Die Ansiedlung folgt auf etwa eineinhalb Kilometer Länge hauptsächlich dem Tal des Holzgrabens, einem rechten westlichen Zufluss der Weschnitz. Abgesehen von etwa 5 im Ort verstreuten landwirtschaftlichen Gehöften besteht Groß-Breitenbach aus etwa 160 bewohnten Grundstücken, die sich in fast lückenloser Bebauung auf die Groß-Breitenbach genannte Ortsstraße und einige kurze Querstraßen verteilen. Am südöstlichen Ortsende besteht Anschluss an die ersten Häuser der Kerngemeinde Mörlenbach und jenseits der Weschnitzbrücke an ein Gewerbegebiet. Nordwestlich von Groß-Breitenbach liegt die bewaldete Anhöhe Taschengrube (297 m) und 1 Kilometer südlich davon, mit einem kleinen Wäldchen bedeckt, der Steinböhl (ca. 261 m).

### Geologie
Das Gebiet um Groß-Breitenbach zählt im Kristallinen Odenwald zu dessen größter geologischer Einheit, dem →Weschnitzpluton in der Weschnitzsenke. Hier entstand im Unterkarbon vor etwa 333 bis 329 Mio. Jahren mit der variszischen Gebirgsbildung Granodiorit. Bei den Prozessen der Gebirgsbildung rissen in den Gesteinsmassen westlich des Dorfes Spalten auf, in welche Bary-Quarz-Schmelzen eindrangen und dort auskristallisierten.
Vor etwa 45 Mio. Jahren formte sich das heutige Landschaftsbild. Ursache waren tektonische Bewegungen, die zur Absenkung des Oberrheingrabens und zu einer Zerklüftung und Zerlegung des Odenwaldes in viele Gebirgsblöcke führten. Zudem förderte das warmfeuchte Tertiär-Klima die Verwitterung und die Wasserläufe der Weschnitz-Seitentäler bei Mörlenbach, wie die Breitenbacher Bäche, schnitten sich tief ins Gelände ein und zersägten die Bergmassive. Große Teile der Granodioritmassen zerfielen zu Grus, Regengüsse spülten ihn ins Tal und die Bäche transportierten den Schutt ab. Wegen seines härteren Gesteins blieb der Steinböhl dagegen als Bergrücken zwischen dem Groß- und dem Klein-Breitenbacher Tal erhalten.
Unter diesen klimatischen Bedingungen bildeten sich auch die Granodiorit-Felsgruppen an den Hängen zur Juhöhe und zum Kreiswald: Die oberen Partien der Höhenrücken zerrissen in Blöcke, die anschließend durch Chemische Verwitterung abgerundet wurden und Ende der Eiszeit hangabwärts rutschten.

## Geschichte

### Von den Anfängen bis zum 18. Jahrhundert
Groß-Breitenbach entstand im Gebiet der ehemaligen „Mark Heppenheim“ die einen Verwaltungsbezirk des Frankenreichs bezeichnete. Am 20. Januar 773 schenkte Karl der Große die Stadt Heppenheim nebst dem zugehörigen Bezirk, der ausgedehnten „Mark Heppenheim“, dem Reichskloster Lorsch. Von hier wurde die Urbarmachung und Besiedlung des Gebietes betrieben, dazu gehörte auch das Weschnitztal mit seinen Seitentälern. Der Blütezeit des Klosters Lorsch folgte im 11. und 12. Jahrhundert sein Niedergang. 1232 wurde Lorsch dem Erzbistum Mainz unterstellt. 1461 verpfändet dann Kurmainz diese Besitzungen an die Kurpfalz. Diese wechselte 1556 zum protestantischen Glauben und hob 1564 das Kloster auf.
Groß-Breitenbach wurde, wie die Dörfer in den benachbarten Weschnitznebentälern, etwa im 11. Jahrhundert von Mörlenbach aus als planmäßige Waldhufensiedlung angelegt. Die Bauernhöfe lagen meist nordöstlich des Bachlaufes im Abstand von etwa 200 Meter jeweils innerhalb eines breiten als „Hufe oder Hube“ quer zum Tal durch die Feldflur parzellierten Ackerland- und Wiesenstreifens.
1232 unterstellte Kaiser Friedrich II. die Reichsabtei Lorsch dem Erzbistum Mainz und seinem Bischof Siegfried III. von Eppstein zur Reform. Die Benediktiner widersetzten sich der angeordneten Reform und mussten deshalb die Abtei verlassen. Sie wurden durch Zisterzienser aus dem Kloster Eberbach und diese 1248 durch Prämonstratenser aus dem Kloster Allerheiligen ersetzt. Von diesem Zeitpunkt an wurde das Kloster als Propstei weitergeführt.
1267 wird erstmals ein Burggraf auf der Starkenburg (über Heppenheim) genannt, der auch das „Amt Starkenburg“, zu dem Groß-Breitenbach zählte, verwaltete. Als Gericht der „Niederen Gerichtsbarkeit“ und untergeordnete Verwaltungseinheit entwickelte sich die Zent Mörlenbach deren älteste erhalten gebliebene Beschreibung aus dem Jahr 1504 stammt und Groß-Breitenbach einschloss. Diese Erwähnung war eine Erhebung der von der Zent Mörlenbach zu stellenden Truppe für den Landshuter Erbfolgekrieg.
Die erste Erwähnung von Groß-Breitenbach stammt aus einem Salbuch des Jahres 1480 in dem, ebenso in dem Kopialbuch von 1590 für Groß-Breitenbach 5 Huben genannt wurden.
Im Verlauf der für Kurmainz verhängnisvollen Mainzer Stiftsfehde wurde das Amt Starkenburg an Kurpfalz wiedereinlöslich verpfändet und blieb anschließend für 160 Jahre pfälzisch. Pfalzgraf Friedrich ließ sich für seine Unterstützung von Erzbischof Dieter – im durch die Kurfürsten am 19. November 1461 geschlossenen „Weinheimer Bund“ – das „Amt Starkenburg“ verpfänden, wobei Kurmainz das Recht erhielt, das Pfand für 100.000 Pfund wieder einzulösen.
In den Anfängen der Reformation sympathisierten die pfälzischen Herrscher offen mit dem lutherischen Glauben, aber erst unter Ottheinrich (Kurfürst von 1556 bis 1559) erfolgte der offizielle Übergang zur lutherischen Lehre. Danach wechselten seine Nachfolger und gezwungenermaßen auch die Bevölkerung mehrfach zwischen der lutherischen, reformierten und calvinistischen Religion. Als Folge der Reformation hob die Kurpfalz 1564 das Kloster Lorsch auf. Die bestehenden Rechte wie Zehnten, Grundzinsen, Gülten und Gefälle des Klosters Lorsch wurden fortan durch die „Oberschaffnerei Lorsch“ wahrgenommen und verwaltet.
Als im Laufe des Dreißigjährigen Krieges (1618–1648) spanische Truppen der „Katholischen Liga“ die Region eroberten, wurde 1623 die Kurmainzer Herrschaft wieder hergestellt. Dadurch wurde die durch die Pfalzgrafen eingeführte Reformation weitgehend wieder rückgängig gemacht und die Bevölkerung musste wieder zum katholischen Glauben zurückkehren. Zwar zogen sich die spanischen Truppen nach 10 Jahren vor den anrückenden Schweden zurück aber nach der katastrophalen Niederlage der Evangelischen in der Nördlingen 1634 verließen auch die Schweden die Bergstraße und mit dem Schwedisch-Französischen Krieg begann ab 1635 das blutigste Kapitel des Dreißigjährigen Krieges. Aus der Region berichten die Chronisten aus jener Zeit: „Pest und Hunger wüten im Land und dezimieren die Bevölkerung, sodass die Dörfer öfters völlig leer stehen“. Mit dem Westfälischen Frieden von 1648 wurde die Einlösung der Pfandschaft endgültig festgeschrieben.
Als es 1782 zu einer Umstrukturierung im Bereich des Kurmainzer Amtes Starkenburg kam, wurde der Bereich des Amtes in die vier untergeordnete Amtsvogteien Heppenheim, Bensheim, Lorsch und Fürth aufgeteilt und das Amt in Oberamt umbenannt.
Die Zente Abtsteinach, Fürth und Mörlenbach, wo Broß_breitenbach lag, wurden der Amtsvogtei Fürth unterstellt und musste ihre Befugnisse weitgehend abgeben. Zwar blieb die Zentordnung mit dem Zentschultheiß formal bestehen, dieser konnte jedoch nur noch die Anordnungen der übergeordneten Behörden (Oberamt Starkenburg, Unteramt Fürth) ausführen. Das „Oberamt Starkenburg“ gehörte verwaltungsmäßig zum „Unteren Erzstift“ des Kurfürstentums Mainz.
Kirchlich gehörte der Ort unter Kurmainzer Herrschaft als Filialdorf zur Pfarrei Mörlenbach.

### Vom 19. Jahrhundert bis heute

#### Groß-Breitenbach wird hessisch
Das ausgehende 18. und beginnende 19. Jahrhundert brachte Europa weitreichende Änderungen. Als Folge der Napoleonischen Kriege wurde bereits 1797 das „Linke Rheinufer“ und damit der linksrheinische Teil von Kurmainz durch Frankreich annektiert. In seiner letzten Sitzung verabschiedete im Februar 1803 der Immerwährende Reichstag in Regensburg den Reichsdeputationshauptschluss, der die Bestimmungen des Friedens von Luneville umsetzte, und die territorialen Verhältnisse im Heiligen Römischen Reich (Deutscher Nation) neu regelte. Dabei erhielt die Landgrafschaft Hessen-Darmstadt, als Ausgleich für verlorene rechtsrheinische Gebiete, unter anderem Teile der aufgelösten Fürstentümer Kurmainz, Kurpfalz und des Worms zugesprochen. Auch das Oberamt Starkenburg und mit ihm Groß-Breitenbach kam an Hessen-Darmstadt. Dort wurde die „Amtsvogtei Fürth“ vorerst als hessisches Amt weitergeführt während das Oberamt Starkenburg 1805 aufgelöst wurde.
Die übergeordnete Verwaltungsbehörde war der „Regierungsbezirk Darmstadt“ der ab 1803 auch als „Fürstentum Starkenburg“ bezeichnet wurde.
In der Landgrafschaft Hessen-Darmstadt wurde mit Ausführungsverordnung vom 9. Dezember 1803 das Gerichtswesen neu organisiert. Für das Fürstentum Starkenburg wurde das „Hofgericht Darmstadt“ als Gericht der zweiten Instanz eingerichtet. Die Rechtsprechung der ersten Instanz wurde durch die Ämter bzw. Standesherren vorgenommen. Das Hofgericht war für normale bürgerliche Streitsachen Gericht der zweiten Instanz, für standesherrliche Familienrechtssachen und Kriminalfälle die erste Instanz. Übergeordnet war das Oberappellationsgericht Darmstadt. Damit hatten die Zente und die mit ihnen verbundenen Zentgerichte endgültig ihre Funktion eingebüßt.
Unter Druck Napoléons gründete sich 1806 der Rheinbund, dies geschah mit dem gleichzeitigen Reichsaustritt der Mitgliedsterritorien.
Dies führte am 6. August 1806 zur Niederlegung der Reichskrone, womit das alte Reich aufhörte zu bestehen.
Am 14. August 1806 erhob Napoleon die Landgrafschaft Hessen-Darmstadt, gegen den Beitritt zum Rheinbund und Stellung hoher Militärkontingente an Frankreich, zum Großherzogtum, andernfalls drohte er mit Invasion.
1812 wurde das ehemals Pfälzische Oberamt Lindenfels aufgelöst und das bereits als Zentort bestehende Wald-Michelbach erhielt eine eigene Amtsvogtei, deren Amtsbereich wurden auch Groß-Breitenbach zugewiesen.
Konrad Dahl berichtet 1812 in seiner Historisch-topographisch-statistische Beschreibung des Fürstenthums Lorsch, oder Kirchengeschichte des Oberrheingaues über Groß-Breitenbach als Ort der „Zent Mörlenbach“:

„Groß und Kleinbreitenbach, zwei kleine Dörfer an der Weschnitz, 1/4 Stunde von Mörlenbach, enthalten 13 Häuser und 1 Mühle mit 127 Selen.“

Nach der endgültigen Niederlage Napoléons regelte der Wiener Kongress 1814/15 auch die territorialen Verhältnisse für Hessen, daraufhin wurden 1816 im Großherzogtum Provinzen gebildet. Dabei wurde das vorher als „Fürstentum Starkenburg“ bezeichnete Gebiet, das aus den südlich des Mains gelegenen alten Hessischen und den ab 1803 hinzugekommenen rechtsrheinischen Territorien bestand, in „Provinz Starkenburg“ umbenannt.
Im Jahr 1814 wurde die Leibeigenschaft im Großherzogtum aufgehoben und es erhielt mit der am 17. Dezember 1820 eingeführten Verfassung des Großherzogtums Hessen eine konstitutionelle Monarchie, in der der Großherzog aber noch große Machtbefugnisse hatte. Die noch bestehenden standesherrlichen Rechte wie Niedere Gerichtsbarkeit, Zehnten, Grundzinsen und andere Gefälle blieben aber noch bis 1848 bestehen.
1821 wurden im Rahmen einer umfassenden Verwaltungsreform die Amtsvogteien in den Provinzen Starkenburg und Oberhessen des Großherzogtums aufgelöst und Landratsbezirke eingeführt, wodurch Groß-Breitenbach zum Landratsbezirk Lindenfels kam. Im Rahmen dieser Reform wurden auch Landgerichte geschaffen, die jetzt unabhängig von der Verwaltung waren. Die Landgerichtsbezirke entsprachen in ihrem Umfang den Landratsbezirken und für den Landratsbezirk Lindenfels war das Landgericht Fürth als Gericht erster Instanz zuständig.
Diese Reform ordnete auch die administrative Verwaltung auf Gemeindeebene. So war die Bürgermeisterei in Mörlenbach auch für Groß- und Kleinbreitenbach, Oberliebersbach und Untermumbach (heute Nieder-Mumbach) zuständig.
Entsprechend der Gemeindeverordnung vom 30. Juni 1821 gab es keine Einsetzungen von Schultheißen mehr, sondern einen gewählten Ortsvorstand, der sich aus Bürgermeister, Beigeordneten und Gemeinderat zusammensetzte.
Die Statistisch-topographisch-historische Beschreibung des Großherzogthums Hessen berichtet 1829 über Großbreitenbach:

„Großbreitenbach (L. Bez. Lindenfels) kath. Filialdorf, liegt an der Weschnitz 2 St. von Lindenfels und hat 11 Häuser und 98 Einw., die bis auf 3 Luth. und 1 Reform. katholisch sind. Der Ort kam 1802 von Mainz an Hessen.“

In den Statistiken des Großherzogtums Hessen werden, bezogen auf Dezember 1867, für das Filialdorf Gross-Breitenbach in der Gemarkung von Mörlenbach und der Bürgermeisterei in Mörlenbach, 14 Häuser, 103 Einwohnern, der Kreis Lindenfels, das Landgericht Fürth, die evangelisch-lutherische Pfarrei Rimbach des Dekanats Lindenfels und die katholische Pfarrei Mörlenbach des Dekanats Heppenheim, angegeben.
Die Einwohnerentwicklung bis zum 20. Jahrhundert verlief langsam (1623: 6 Häuser; 1675: 5 Familien; 1803: 7 Häuser (46 Einwohner); 1806: 9 Häuser; 1828: 11 Häuser (98 Einwohner); 1861: 14 Häuser; 1885: 17 Häuser (126 Einwohner); 1900: 15 Häuser; 1939: 19 Haushalte (97 Einwohner); 1946: 139 Einwohner).
Zur weiteren Geschichte des Ortes siehe bei Geschichte Mörlenbachs.

#### Nachkriegszeit
Seit den 1950er Jahren entstand in der Ortsstraße und in einigen Seitenstraßen ein weitgehend zusammenhängendes, die Bauernhöfe einschließendes und mit der Kerngemeinde Mörlenbach verbundenes Wohngebiet und der historische landwirtschaftliche Charakter veränderte sich. Das hügelige Landschaftsbild Groß-Breitenbachs wird allerdings weiterhin durch Hecken und Baumreihen entlang der Feldwege sowie durch Wäldchen und als Pferdeweide genutzte Streuobstwiesen geprägt.

### Verwaltungsgeschichte im Überblick
Die folgende Liste zeigt die Staaten und Verwaltungseinheiten, denen Groß-Breitenbach angehört(e):
- vor 1782: Heiliges Römisches Reich, Kurfürstentum Mainz, Amt Starkenburg (1461–1650 an Kurpfalz verpfändet), Zent Mörlenbach
- ab 1782: Heiliges Römisches Reich, Kurfürstentum Mainz, Unteres Erzstift, Oberamt Starkenburg, Amtsvogtei Fürth
- ab 1803: Heiliges Römisches Reich, Landgrafschaft Hessen-Darmstadt,[Anm. 2] Fürstentum Starkenburg, Amt Fürth
- ab 1806: Großherzogtum Hessen,[Anm. 3] Fürstentum Starkenburg, Amt Fürth
- ab 1812: Großherzogtum Hessen, Fürstentum Starkenburg, Amt Waldmichelbach
- ab 1815: Großherzogtum Hessen[Anm. 4], Provinz Starkenburg, Amt Waldmichelbach
- ab 1821: Großherzogtum Hessen, Provinz Starkenburg, Landratsbezirk Lindenfels[Anm. 5]

Siehe Gemeinde Mörlenbach für den weiteren Verlauf.

## Verkehr und Infrastruktur

### Straßenverkehr
Über die Gemeindestraße Groß-Breitenbach besteht am südöstlichen Ortsende jenseits der Weschnitztalbahn Anschluss an die Bundesstraße 38. Die Schlesierstraße bildet im Süden die innerörtliche Verbindung zur Kerngemeinde Mörlenbach.

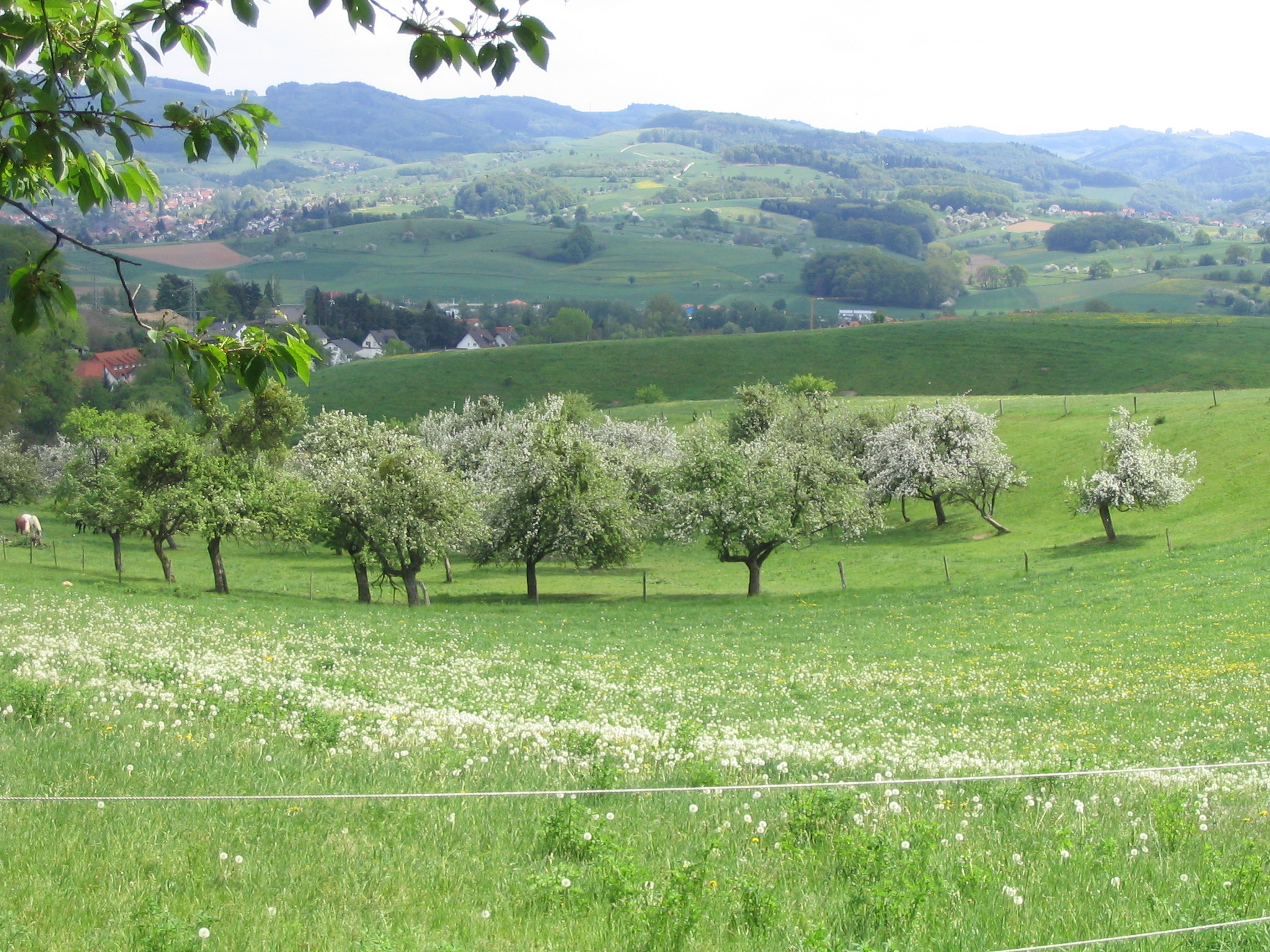
Blick vom Steinböhl nach Südosten über das Groß-Breitenbacher- und Weschnitz-Tal auf den Südteil des Tromm-Odenwaldes. Links hinten Zotzenbach

### Wanderwege
Rundwege über den Hoppershof (Fischteiche) im Weschnitztal oder über die Fohlenweide (teilweise Naturkundlicher Wanderweg mit Informationstafeln), den Waldsee und den Steinböhl: Panoramablick über das Weschnitztal (s. Bild) von Lindenfels bis Weinheim
Jogging- bzw. Walking-Routen um den Waldsee
Wald- und Höhenwege zu den Ausflugszielen Bonsweiher, Juhöhe (teilweise Kunstweg Mörlenbach zum Zigeunerkopf, 359 m), Kreiswald und Albersbach
Der Goldweg am Albersbacher Hang erhielt seinen Namen von einem Fund beim Wegebau 1932: In einem Steinkrug lagen 198 deutsche und ausländische Silbermünzen, die in den Jahren 1566–1694 geprägt worden waren, und angeblich auch ein Goldstück.